# Сабрина Влашкалић
Сабрина Влашкалић (Београд, 18. јануар 1989 — Гронинген, 17. јануар 2019) била је музичар класичне музике и професор класичне гитаре, најмлађи на Универзитету Гронинген у Холандији, пореклом из Србије. Врло рано је запажена као један од најперспективнијих гитарских талената, рођених у Србији.

## Биографија
Рођена је 18. јануара 1989. године у Београду. Своје формално музичко образовање започела је у доби од 7 година.
На првом пријемном испиту је етикетирана као “музички неталентована”. Сабринин отац, Милорад, прави љубитељ гитаре, одмах је одлучио да преузме улогу њеног учитеља и водича за гитару. За неколико месеци рада, Сабринин отац и мајка Бисера, открили су ипак изванредно музички талентовано дете које је потом на пријемном примећено као прави феномен класичне гитаре и екстремно талентована. Сабрина је завршила основно а потом и средње музичко образовање у Музичкој школи Ватрослав Лисински, у Београду, у класи професора Горана Поповића и професора Александра Хаџи-Ђорђевића. Израсла је у младог гитарског виртуоза. Њено одрастање у политички нестабилном региону, ратови и јака музичка традиција Балкана одразили су се на њен префињени музички укус а већ први Сабринини гитарски концерти били су иновативни. Програм је освежавала својим виртуозним изведбама од Баха до Броувера и Богдановића. Влашкалићева је посвећивала посебну пажњу откривању и поновном осветљавању ретко изведених или заборављених дела, као што су: Маненова Фантазија-Соната Оп. 22 (Manen's Fantasia-Sonata Op. 22), Фантазија Оп. 5 од Фоса и Дивертиментос Оп. 13 (Fossa's Fantasy Op. 5 and Divertimentos Op. 13), Канову тремоло фантазију, El Delirio and Elogio de la Guitarra, једну од најизазовнијих Родригових композиција.
Сабрина је показала афинитете и за савремене музичке експресија које је довела до високо цењених изведби Ginastera's Sonata Op. 47 и Walton's Bagatelles, међутим, ту су били увођени и балкански музички идиоми у Тадићевом Walk Dance-у као и у 6 Балканских минијатура Богдановића. Све то је дало богатство њеном разноврсном репертоару.
Влашкалићевој су додељене специјалне награде за најбоље интерпретације класичног репертоара (“Anna Amalia Wettbewerb”, Немачка), за шпански репертоар (“Julian Arcas International Guitar competition”, Шпанија) за Бахову музику (“Iserlohn Guitar Competition”, Немачка). Од музичке критике биле су врло запажене њене изведбе и њене сопствене транскрипције Албениза, Замбонија, Цимарозе и Баха. Богата је палета њених престижних награда на такмичењима класичне гитаре, она укључује 12 специјалних и 26 првих награда. Сабрина Влашкалић се временом врло млада позиционирала међу најуспешније класичне гитаристе у свету.
Вреди поменути Сабринине најважније награде, награђена је на:
Julian Arcas International Classical Guitar Competition (Шпанија), International Guitar Competition Iserlohn (Немачка), Forum Gitarre Wien (Беч, Аустрија), Zuidlaren Guitar Festival (Холандија), European Competition for Young guitarists “Andres Segovia” (Европско такмичење за младе гитаристе “Андрес Сеговија”)(Немачка), Sinaia International Guitar Festival (Румунија), Concorso Internazionale “Giovani Chitarristi” (Италија), John Duarte International Guitar Competition (Аустрија), Twents Gitaar Festival (Холандија) , Anna Amalia Competition for Young Guitarists (Вајмар, Немачка), Murska Sobota Guitar Festival (Словенија), Guitar Art Festival (Београд, Србија), Nikšić Guitar Festival (Никшић, Црна Гора), Guitar Art Summer Festival (Херцег Нови, Црна Гора), итд.
Влашкалићева је такође награђена са посебном наградом “The best upcoming performer” (Split Guitar Festival, Croatia) и EMCY “Art for Music Award” (Anna Amalia Competition, Немачка).
Музичка критика је Сабрину Влашкалић описала као „нова Ида Прести“, била је цењена Maestra широм Европе, Азије и Латинске Америке. Најзначајније њене музичке екскурзије укључују Скандинавске, Балканске, балтичке и латиноамеричке туре, које су укључивале наступе у организацијама као што су: Festival Internacional de Guitarra del Noreste (Мексико),Tallin Guitar Festival (Естонија), Guitar Art Festival (Србија), Patras Guitar Festival (Грчка), Helsinki Guitar Society (Финска), Embassy Concert Series (Шведска), итд.
Наступала је и на фестивалима широм Европе, као што су “Niccolo Paganini” (Италија), серија концерата класичне гитаре у цркви Св. Ане (Ирска), Zuidlaren Guitar Festival (Холандија), Akbank Sanat (Турска), Гуитар Фестивал “Anna Amalia” Guitar Festival (Немачка), Jimena de la Frontera International Classical Music Festival (Шпанија), Nikšić Guitar Festival (Црна Гора), Forum Gitarre Wien (Аустрија), Balatonfured Guitar Festival (Мађарска), Међународни фестивал гитаре “Friuli Venezia- Giulia” (Италија), итд.
Сабрина се појављивала на телевизији и радију (у Норвешкој, Холандији, Турској, Румунији, Србији, Црној Гори, БЈР Македонији, итд.) Њен наступ M. Castelnuovo- Tedesco's Concierto for Guitar and Orchestra No. 1 Op. 99 са симфонијским оркестром норвешког радија у Ослу био је емитован уживо на радију у 40 европских земаља а њен концерт у Gitaarsalon in Enkhuizen (Холандија) изабран је да буде емитован од стране BravaNL-а, на TV каналу класичне музике.
Са 16 година Сабрина је примљена као једна од најмлађих студентица на ФМУ у Београду, где је стекла титулу бачелора и дипломирала са највишим оценама у класи реномираног професора Срђана Тошића. Диплому мастера добила је на Краљевском Конзерваторијуму музике у Хагу, у класи професора Зорана Дукића. Током студирања, Сабрина је стекла поред награда и стипендије.
Имала је стипендију Министарства просвете Републике Србије и стипендију града Београда. Истовремено је добила и разне домаће награде за своја музичка достигнућа, као што је награда „Београдски анђео“ и „Фонд за младе таленте“. Године 2010. Сабрина је била почашћена Признањем “Најбољи млади уметник”, коју јој је доделила Ерсте банка (Србија) а наредне године, стекла је престижну Huygens Scholarship (Хајгенс стипендију) од стране холандског Министарства образовања, културе и науке.
Докторске студије уписала је 2015. године на Гилдхолској школи музике и драме у Лондону.
Године 2012. постала је професор класичне гитаре на Принц Клаус Конзерваторијуму у Гронингену.
Наступала је искључиво на D'addario Strings и гитари Andres Marvi.
Сабрина Влашкалић је трагично погинула 17. јануара 2019. године у саобраћајној несрећи у Гронингену у Холандији. Сахрањена је на Новом Бежанијском гробљу 26. јануара 2019.